# Ini-Teššub
Ini-Teššub war ein hethitischer Vizekönig in Karkemiš. Er war der Sohn von Šaḫurunuwa, dem er in der Regierungszeit Ḫattušili III. auf dem Thron folgte und dann vor allem unter Tudḫaliya IV. herrschte. Tontafeln mit seinem Siegel belegen, dass er mit Bentešina und Šaušgamuwa von Amurru sowie mit Ammistamru II. von Ugarit korrespondierte.